# Trichoblatta sculpta
Trichoblatta sculpta är en kackerlacksart som först beskrevs av Bei-Bienko 1958.  Trichoblatta sculpta ingår i släktet Trichoblatta och familjen jättekackerlackor. Inga underarter finns listade i Catalogue of Life.